# Nastawnia bramowa „Bt” w Bytomiu
Nastawnia bramowa „Bt” w Bytomiu – modernistyczna nastawnia kolejowa zaprojektowana i wybudowana w 1935 roku, znajdująca się w Bytomiu, na stacji kolejowej Bytom, wpisana do rejestru zabytków nieruchomych województwa śląskiego .

## Historia

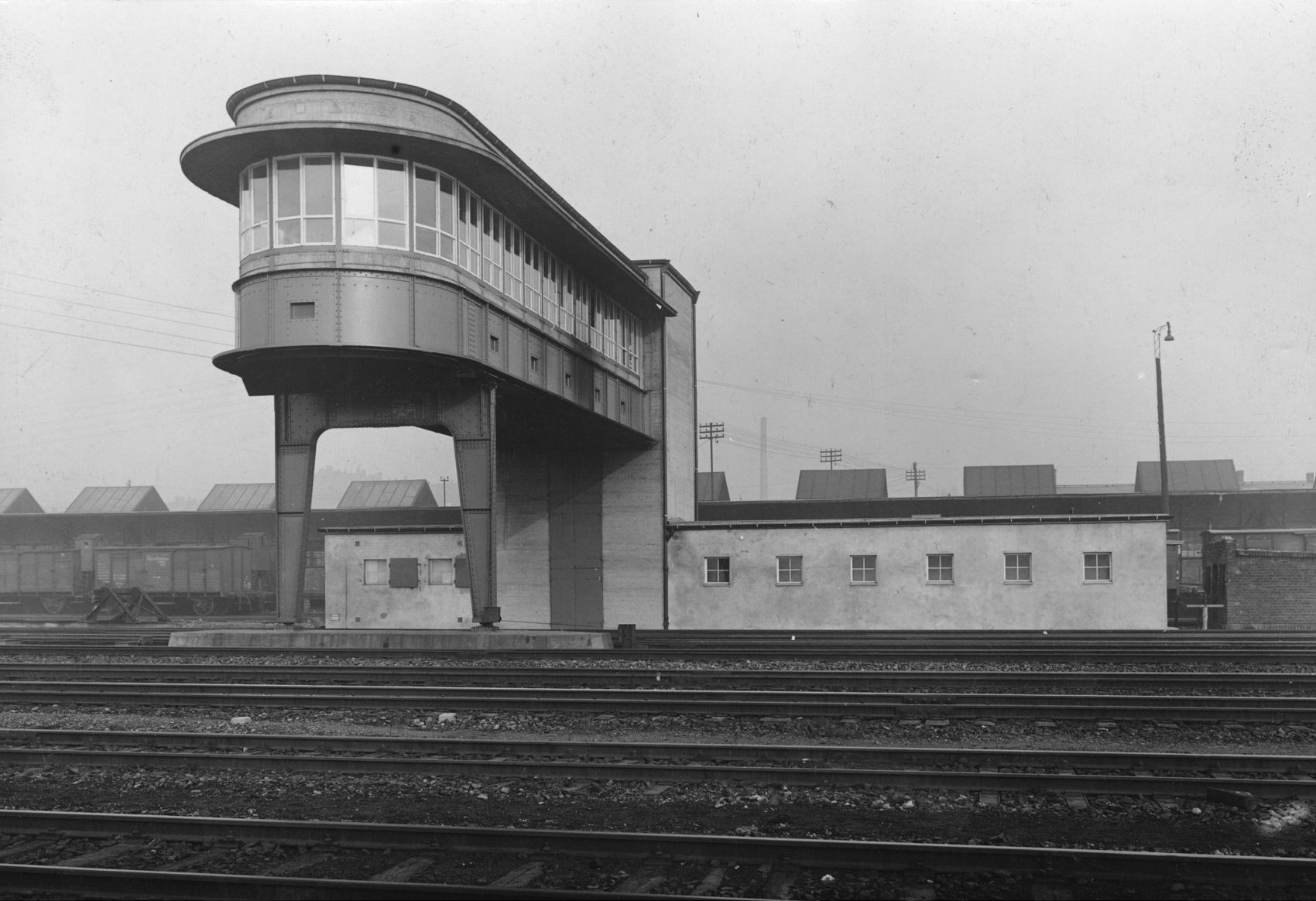
Nastawnia na stacji w Bytomiu w 1936 roku

Nastawnia została zaprojektowana i wzniesiona w 1935 roku, w okresie gdy Bytom (niem. Beuthen) należał do Niemiec. Kompleks stacji kolejowej, obejmujący także m.in. reprezentacyjny budynek dworca, odpowiadał wówczas potrzebom wynikającym głównie z położenia miasta przy granicy polsko-niemieckiej. Do obsługi ruchu kolejowego przeznaczono jedną nastawnię dysponującą (współczesna nastawnia „Bt”) oraz sześć nastawni wykonawczych.
Prawdopodobnie w latach 70. XX wieku budynek nastawni został przebudowany – pierwotne rozmiary i podziały okien zostały zmienione, istniejący wcześniej nad oknami okap został zlikwidowany, a stalowe ściany nastawnicowni od wewnątrz otynkowano.
Na początku lat 20. XXI wieku w związku z modernizacją linii kolejowej nr 131 nastawnia „Bt” miała zostać wyburzona, jednak z wnioskiem o zachowanie obiektu poprzez wpisanie go do rejestru zabytków wystąpili w maju 2021 roku lokalni działacze społeczni. Władze Bytomia zaproponowały przeniesienie budowli na teren Górnośląskich Kolei Wąskotorowych i udostępnienie jej dla zwiedzających.

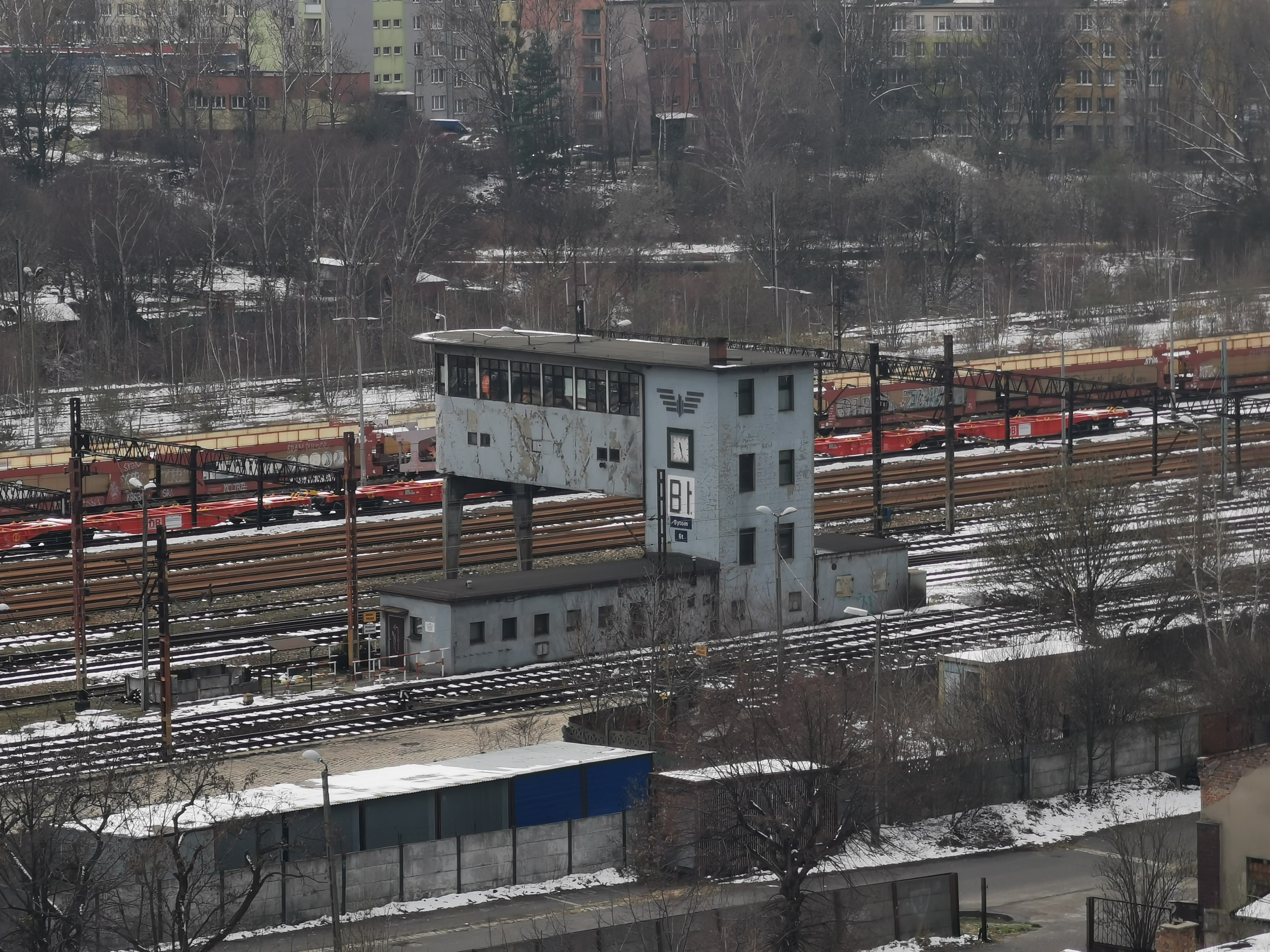
Widok nastawni od północnego wschodu, z jednego z pobliskich wieżowców (2022)

Decyzją Śląskiego Wojewódzkiego Konserwatora Zabytków w Katowicach z 20 lipca 2021 roku do rejestru zabytków nieruchomych województwa śląskiego wpisano nadwieszoną, stalową część nastawni z półkolistym zakończeniem, stalowymi filarami oraz mieszczącymi się wewnątrz urządzeniami sterowania ruchem kolejowym (nr rej. A/850/2021). Od decyzji tej odwołanie wniosła jednak zarówno strona społeczna, która domagała się objęcia ochroną również klatki schodowej oraz niższego budynku mieszczącego warsztaty, jak i właściciel obiektu, spółka PKP Polskie Linie Kolejowe, która postulowała, by obiektu do rejestru nie wpisywać wcale. Minister Kultury i Dziedzictwa Narodowego uchylił decyzję konserwatora i przekazał sprawę do ponownego rozpatrzenia.
30 września 2022 roku cały budynek modernistycznej bramowej nastawni kolejowej „Bt” wraz z suwakowymi urządzeniami sterowania ruchem kolejowym znajdującymi się w budynku tej nastawni i stanowiącymi jej wyposażenie, wpisano do rejestru zabytków (nr rej. A/850/2022). Od decyzji odwołanie ponownie złożyła spółka PKP PLK, jednakże 13 czerwca 2023 roku Minister Kultury i Dziedzictwa Narodowego utrzymał w mocy decyzję o wpisie, która stała się ostateczna i obowiązująca .
30 czerwca 2023 roku spółka PKP PLK ogłosiła przetarg na wykonanie projektu remontu zabytkowej nastawni „Bt”.

## Architektura

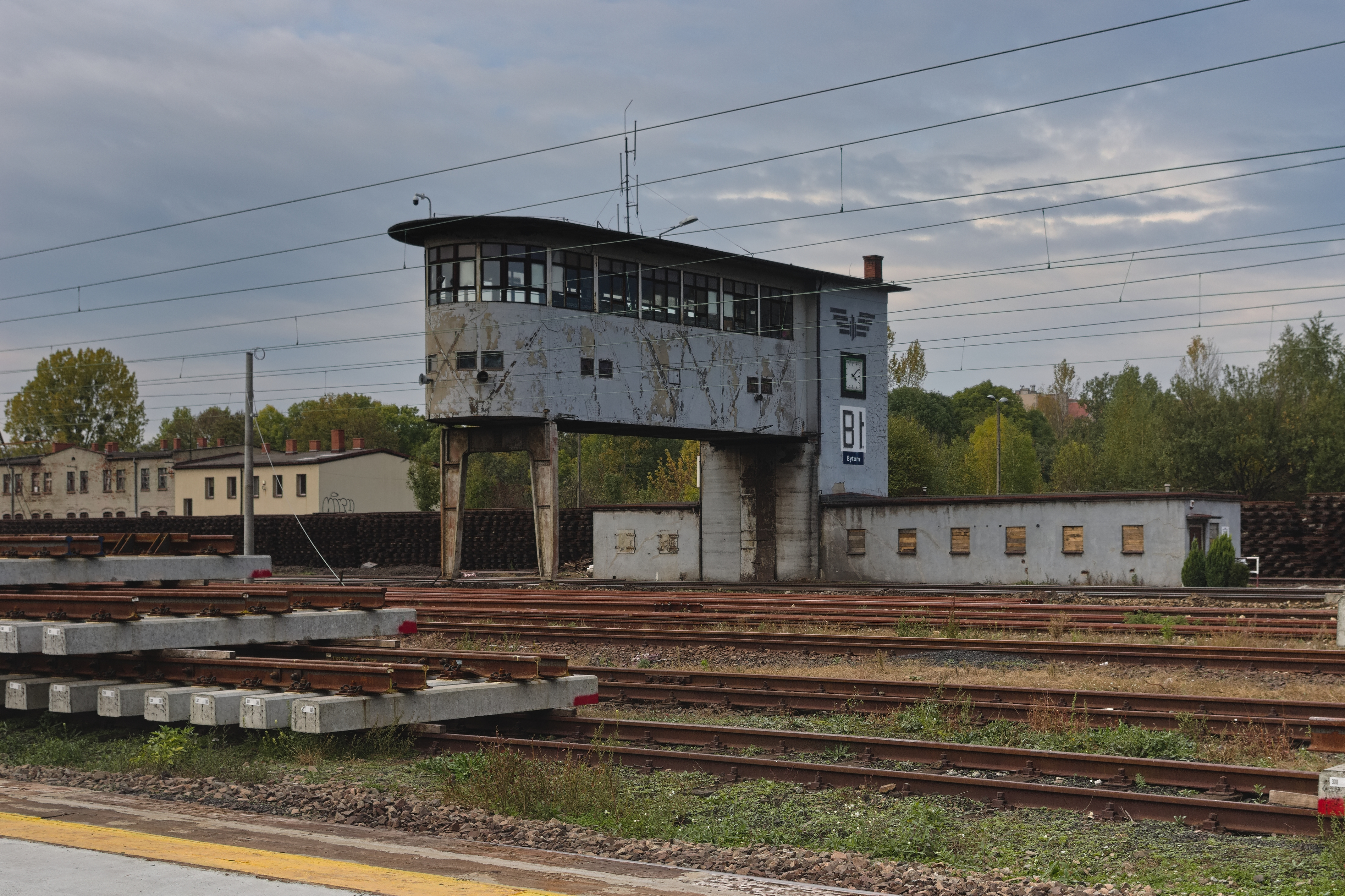
Budynek nastawni „Bt” widziany od południowego wschodu (2022)

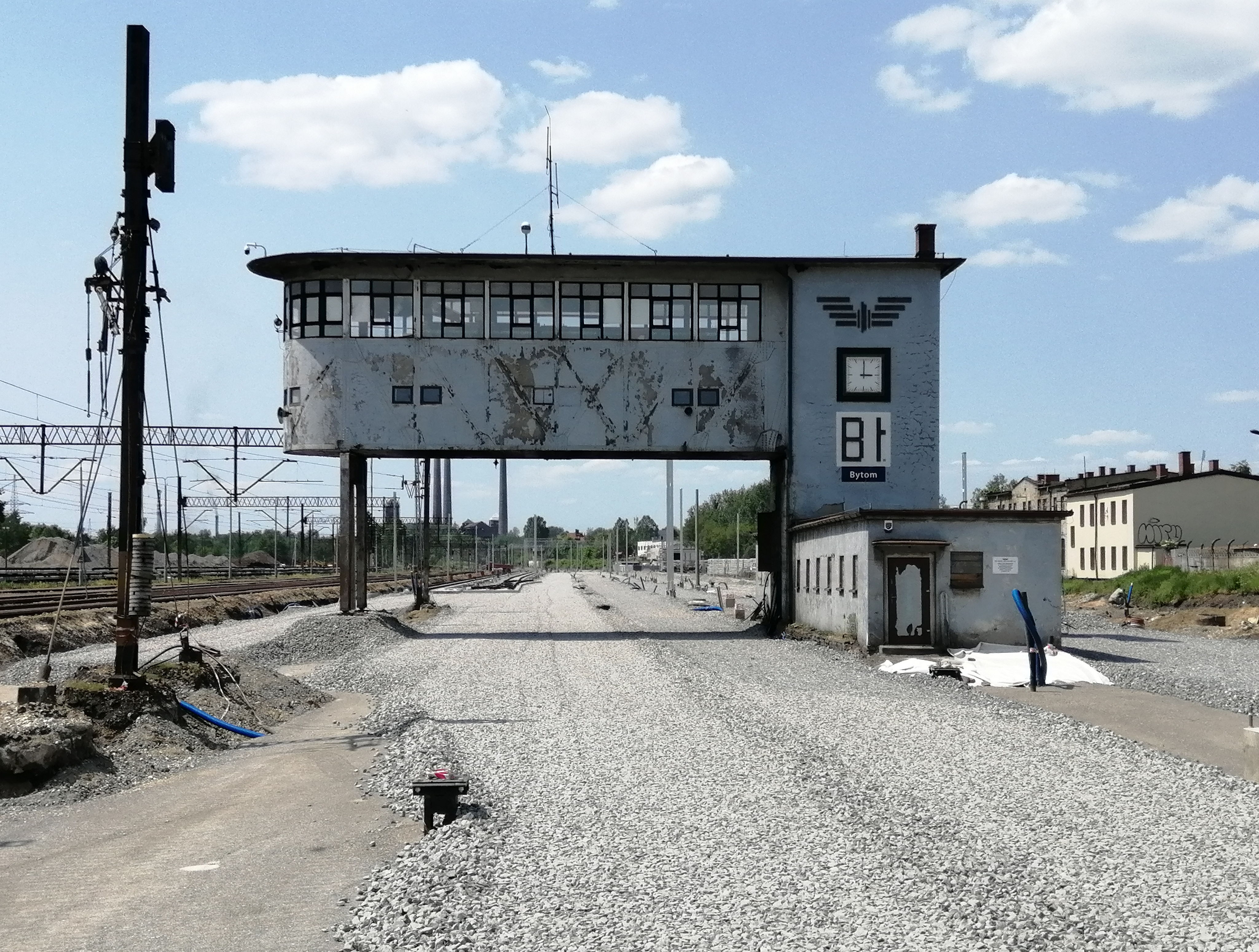
Nastawnia bramowa „Bt” widziana od wschodu (2023)

Budynek o dwubryłowej formie, wzniesiony na rzucie litery „T”, wybudowany w stylu modernistycznym i reprezentujący konwencję okrętową (streamline) charakterystyczną dla lat 30. XX wieku.
Jednokondygnacyjna, niższa bryła pozbawiona jest detali architektonicznych i mieści pomieszczenia warsztatowo-techniczne, natomiast w półkoliście zakończonej, nadwieszonej nad torami i wspartej na stalowym filarze bryle wyższej, w tzw. nastawnicowni znajdują się pulpity nastawcze do sterowania ruchem.
Obie części nastawni – niższa i wyższa – połączone są czterokondygnacyjną klatką schodową z zabiegowymi oraz dwubiegowymi, prawdopodobnie żelbetowymi, schodami. Ściany niższej bryły budynku oraz klatki schodowej wykonane zostały z cegły, zaś część wyższa i podtrzymujący ją filar wykonane są z modułowych elementów stalowych połączonych nitami.
Stolarka drzwiowa i okienna budynku pierwotnie była wyłącznie drewniana, współcześnie natomiast jest w części drewniana, stalowa oraz wykonana z PVC. Stropy prawdopodobnie są żelbetowe, obie części obiektu kryte są dachami płaskimi. Klatka schodowa pierwotnie miała swój odrębny dach, w trakcie jednej z przebudów nastawni połączono go jednak z dachem kryjącym część wyższą (nastawnicownię).
Na wschodniej elewacji klatki schodowej umieszczony jest zegar o kwadratowej tarczy, a pod nim symbol kolejowy nastawni: „Bt”.
Zdaniem prof. Mirona Urbaniaka, bytomska nastawnia bramowa jest unikatowym obiektem w skali kraju, ponieważ nastawnie tego typu wznoszone były w zasadzie wyłącznie na terenach znajdujących się kiedyś w granicach Niemiec; głównie na terenie Górnego Śląska (np. rozebrana w maju 2023 roku nastawnia bramowa „Pk5” w Pyskowicach). W pozostałej części Polski taki obiekt znajduje się jedynie w Gdańsku-Wrzeszczu. Według Urbaniaka nastawnię „Bt” wyróżnia również utrzymana w stylistyce streamline architektura oraz zastosowane rozwiązania konstrukcyjne.